# Rhein-Mosel-Verlag
Der Rhein-Mosel-Verlag ist ein regional ausgerichteter Buchverlag, gegründet 1990 von Verleger Arne Houben. 2024 ist die Firma von Zell/Mosel einige Kilometer flussabwärts nach Bullay in ein Gebäude am Bahnhof gezogen. Das Verlagsprogramm umfasst besonders viele Titel, die sich mit Eifel, Mosel, Hunsrück, mit dem Rheinland und angrenzenden Regionen beschäftigen – belletristisch oder als Sachbuch. Er ist Mitglied bei planBUCH.
Der Verlag ist nicht mit dem von Wilhelm Nowack gegründeten Rhein-Mosel-Verlag in Koblenz zu verwechseln, der ab 1946 die Rhein-Zeitung herausgab.

## Autoren
| Autoren                   | Veröffentlichungen im Rhein-Mosel-Verlag |
| ------------------------- | --- |
| Uwe Anhäuser              | »Ausoniusstraße«, »Sagenhafter Hunsrück 2«, »Schinderhannes« |
| Winfried Anslinger        | »Windsbraut«, Beitrag in »SchreibOrte« |
| Christel Aretz            | »Ernst Viebig – Die unvollendete Symphonie meines Lebens« (Hrsg.), »Clara Viebig – Ein langes Leben für die Literatur« (Hrsg.), »Eifelweihnacht« (Hrsg.), »Weihnachtszeit Bd. 2« (Hrsg.) |
| Herbert Bachem            | »Doch der Kopf blieb dran«, »VS – Vertraulich« |
| Ute Bales                 | »Keiner mehr da«, »Am Kornsand«, »Vom letzten Tag ein Stück«, »Bitten der Vögel im Winter«, »Amerika ist weit«, »Die Welt zerschlagen«, »Unter dem großen Himmel«, »Kamillenblumen«, »Peter Zirbes«, »Großes Ey«, Beitrag in »SchreibOrte« |
| Gerd Bayer                | »Jakob Lehnen, der Malerzwerg«, »Arm, aber ziemlich glücklich«, »Der Stuhl«, »Josef Candels«, »Ernst und Lene Havenstein«, »Mein Mosel-Arkadien«, »Notgeld und Geldersatz«, »Vom Niederrhein zur Mosel«, »Kunst in der Pfarreiengemeinschaft Alftal«, »Glas- und Holzkunst in der Pfarreiengemeinschaft Alftal« |
| Hubertus Becker           | »Routinekontrolle«, »Wer erschossen wird, ist selber schuld«, »Globale Nomaden – Süden«, »Globale Nomaden – Westen«, »Globale Nomaden – Osten«, »Globale Nomaden – Norden«, »Das Blaue vom Hunsrück«, Beitrag in: »Zeit zu reden«, Beitrag in: »Zappenduster« |
| Anton Bernard             | »Bonjour sollte man schon sagen können« |
| Jacques Berndorf          | Beitrag in »Todsicher kalkuliert«, Beiträge in »Berndorfs Eifel Krimiland« |
| Marion Bischoff           | »Heidelbeerkind«, »Heidelbeerfrau«, Mit-Herausgeberin und Beitrag in »Lichter im Advent«, »Bier mit DIR«, »Simon – Der Großmuttereinsatz«, Mit-Herausgeberin und Beitrag in »Feierabend – 36 Geschichten für die schönsten Stunden des Tages«, »Da, wo du bist...«, Als Herausgeberin der Reihe »Brücken bauen«: »Zwischen den zeilen«, »Da ist mehr, noch so viel mehr...« |
| Gisela Bohnstedt-Hannon   | »Der Vogelnarr« |
| Monika-Katharina Böss     | »Hemshof Blues«, Beitrag in »Vorkehrungen«, Beitrag in »Die Identitäten des März«, Beitrag in »Todsicher kalkuliert«, Beitrag in »Inkas Lesetraum(a)«, Beitrag in »SchreibOrte«, Beitrag in »Einblicke« |
| Thomas C. Breuer          | »Brücke zwischen Jucken und Zweifelscheid« |
| Regine Brühl              | »Fachwerkmord«, »Das Geheimnis der klingenden Messer« |
| Michael W. Caden          | »Die Drückerkönigin«, »Von Menschenkindern unter Birkenbüschen« |
| Paul Colljung             | »Eifel-Apokalypse 1935 - 1947« |
| Michel Dévoluy            | »Wagen wir endlich die Vereinigten Staaten von Europa« |
| Wolfgang Diehl            | Beitrag in »Die Identitäten des März«, Beitrag in »Trugbild des Himmels« |
| Michael Dillinger         | Beitrag in »Trugbild des Himmels«, Beitrag in »Einblicke« |
| Franz-Josef Dosio         | »Beinwell, Bärlauch, Löwenzahn«, »Schlehe, Schöllkraut, Augentrost« |
| Armin Peter Faust         | »Geschichten vom Herrn F.«, »Postskriptum«, »Der trübe Gast«, »Blutsteine« Beitrag in »Trugbild des Himmels«, Beitrag in »Vorkehrungen«, Beitrag in »Inkas Lesetraum(a)« |
| Nico Feiden               | »Das Echo des Weines« |
| Heiner Feldhoff           | Beitrag in »Die Identitäten des März«, Beitrag in »Trugbild des Himmels«, Beitrag in »Inkas Lesetraum(a)« »Westerwälder Köpfe«, »Die Sonntage von Duisburg-Beeck« »Pauline Leicher oder die Vernichtung des Lebens« |
| Gerd Forster              | »Besuch beim alten Casanova«, »Fliehende Felder«, »Wir waren Kinder uns es war Krieg« Beitrag in »Trugbild des Himmels«, Beitrag in »Die Identitäten des März«, Beitrag in »Inkas Lesetraum(a)« |
| Peter Friesenhahn         | »Der Tote im Hochwasser«, »Das rote Skelett am Viadukt«, »Mord in Öl«, »Flussgeschmack«, »Kurz und furchtbar« |
| Peer Leonard Galle        | »Tiger Lily«, Beitrag in »Vorkehrungen«, Beitrag in »Die Identitäten des März« |
| Thomas Galli              | »Knast oder Heimat?« |
| Walter Gattow             | »Die bunten Vögel und andere Geschichten« |
| Georg Giesing             | »Die Zecher«, »Wir sind doch ein Leut«, »Fluchtweg Baybachtal« |
| Dr. Karl Josef Gilles     | »Bacchus und Sucellus« |
| Martina Gonser            | »Kochen mit Chicorée« |
| Tina Grashoff             | »Bier mit DIR«, Beitrag in »Lichter im Advent« |
| Klaus Greichgauer         | »Sturz vom roten Felsen« |
| Michael Hackethal         | »Libero« |
| Jupp Hammerschmidt        | »Möhren im Advent« DVD: »Die Sau ist tot …« |
| Friederike Harig          | »Professorenmord«, Beitrag in »Einblicke« |
| Ernst Heimes              | »Bevor das Vergessen beginnt«, »Ich habe immer nur den Zaun gesehen« |
| Hans Wolfgang Herdes      | »Kastor für Kinder« |
| Lutz Herrschaft           | »Gegenstand der Erkenntnis« |
| Petra Heß                 | »Der Mauerfall – 20 Jahre danach …« |
| Holger Höcke              | »Kriemhild und ihre Brüder«, »Kriemhilds Rache« |
| Janosch Hübler            | »Schablonsky«, »Eifel-Crime – Die Welt des Jaques Berndorf«, »Berndorfs Eifel Krimiland«, »Komm bis bei uns in die Eifel« |
| Sandra Jungen             | »Hanna – Kriegsjahre einer Krankenschwester«, Beitrag in »Lichter im Advent«, Mit-Herausgeberin und Beitrag in »Feierabend – 36 Geschichten für die schönsten Stunden des Tages«, |
| Wilma JungPrael           | »Dazwischen. Im Blau«, Beitrag in »Trugbild des Himmels«, Beitrag in »Die Identitäten des März«, Beitrag in »Einblicke« |
| Christoph Justinger       | »Eine Stimme im Haus«, Beitrag in »Die Identitäten des März« |
| Christine Kaula           | »Die Frauen vom Heintzenhof« |
| Gabriele Keiser           | »Versehrte Seelen«, Beitrag in »Inkas Lesetraum(a)«, Beitrag in »SchreibOrte«, Beitrag in »Todsicher kalkuliert«, Beitrag in »Einblicke« |
| Monika Kirschner          | »Sagenhafter Soonwald« |
| Christoph Kloft           | »Jetzt erst recht!«, »Der Mauerfall – 20 Jahre danach …«, »Basaltbrocken«, »Das Leben im Gesicht«, »Das Westerburger Petermännchen«, Beitrag in »Todsicher kalkuliert«, Beitrag in »Inkas Lesetraum(a)« |
| Achim Konejung            | »2000 Jahre Eifel« |
| Sabine M. Krämer          | »Wie immer« |
| Thomas Krämer             | »Der romantische Rhein«, Beitrag in »Der Mauerfall – 20 Jahre danach …«, Beitrag in »Todsicher kalkuliert«, Beitrag in »Trugbild des Himmels« |
| Ralf Kramp                | Beitrag in »Todsicher kalkuliert« |
| Christof Krieger          | »Wein ist Volksgetränk – Weinpropaganda im Dritten Reich« |
| Günter Krieger            | »Brennende Seelen«, »Wolfsjäger« |
| Monika Littau             | »Die sehende Sintiza« |
| Günter Löffel             | »Kochen mit Chicorée« |
| Gisela Lohmüller          | »Miteinander – in guter Nachbarschaft« |
| Matthias Luserke-Jaqui    | »Gimpelworte«, »MarriTriage« als Herausgeber: »Katharina von Bora« |
| Werner Lutz               | »Ameisen brennen nicht«, »Mit Erbsen in den Schuhen« |
| Udo Marx                  | Beitrag in »Trugbild des Himmels« |
| Geo T. Mary               | »Mai 1945 – Abenteuer in Bonn«, »Allerteufel« |
| Nicholas Müller           | »Kühe Schubsen« |
| Kajo Nelles               | »Ins Herz gestellt« |
| Rosi Nieder               | »Dem Stalker auf der Spur«, »Silvesterknaller«, »Die Teufelsbande« |
| Rainer Ningel             | »So war die Eifel«, »Die Eifel im Wandel« |
| Andreas Noga              | Beitrag in »An den Wassern«, Beitrag in »Trugbild des Himmels«, »Bernsteinäugiges Fellchen«, Beitrag in »Inkas Lesetraum(a)« |
| Norman Ohler              | »Der schwarze Vorhang«, Beitrag in »Einblicke« |
| Wolfgang Ohler            | »Todfreunde«, »Die Träumer von Struthof« Beitrag in »Die Identitäten des März«, Beitrag in »Todsicher kalkuliert«, Beitrag in »Einblicke« |
| Dirk Ohlmann              | »Ich nehme mein Leben in die Hand« |
| Josef Peil                | »Änfach frei laafe geloss«, »So lewe se noch hout«, »Es ware moh«, Beitrag in »Zeit zu reden« |
| Claudia Platz             | »Der Korridor«, »RosenmonTod« |
| Maximilian Pollux         | »Kieleck«, Beitrag in »Zappenduster« |
| Hans Tönjes Redenius      | »Kubatraum '57«, Beitrag in »An den Wassern«, Beitrag in »Inkas Lesetraum(a)« |
| Albert Reinig             | »Der Untermieter« |
| Martha Roos               | »Tinnes Martha« |
| Günter Ruch               | »Genovefa« |
| Roman Schafnitzel         | »Am siebten Tag erschuf Gott die Vergänglichkeit« |
| Jetta Schapiro-Rosenzweig | »Sag niemals das ist dein letzter Weg« |
| Ingeborg Schewior         | »Verrat in Mons Tabor«, »Mord in Mons Tabor«, »Fuchsjagd in Mons Tabor« |
| Andreas Schmidt           | »In Satans Namen« |
| Joachim Schröder          | »Im stillen Eifelhaus« |
| Alfred Schuck             | »Ist Gott Menschen-Werk?«, »Mein Lebens-Kampf«, »Arbeit macht frei« |
| Katharina Schultens       | »Aufbrüche«, Beitrag in »Trugbild des Himmels« |
| Katarina Sieh-Burens      | »Korkenzieher im Gepäck« |
| Wolfgang Spielmann        | »Geologische Streifzüge durch die Eifel« |
| Roland Steines            | »Die Leute von Pfalzel« |
| Thomas Sutter             | »Tod eines Jagdpächters« |
| Hans A. Thiel             | »Zeitblicke«, »Abenteuerliche Mosel« |
| Anthony Trollope          | »Miss Mackenzies Mut zu lieben«, »Cecilia«, »Auge um Auge« |
| Petra Urban               | »Von Reben umgeben«, »An den Wassern« (Hrsg.) Beitrag in »Vorkehrungen«, Beitrag in »Inkas Lesetraum(a)« |
| Clara Viebig              | »Das Weiberdorf«, »Vom Müller Hannes«, »Die goldenen Berge«, »Heimat«, »Einer Mutter Sohn«, »Naturgewalten«, »Unter dem Freiheitsbaum«, »Das Kreuz im Venn«, »Kinder der Eifel«, »Prinzen, Prälaten und Sansculotten«, »Die Wacht am Rhein«, »Die heilige Einfalt«, »Berliner Novellen«, »Novellen aus Trier und dem Moselland«, »Rheinlandstöchter«, »Die Osterglocken«, »Wildfeuer«, »Das schlafende Heer« |
| Ferdinand Viebig          | »Der Krieg 1870/71« |
| Hubert vom Venn           | »Schlemmen am Eifelsteig«, »Ein Schuss verhallt in Ewigkeit«, »...auf die Socken machen«, »2000 Jahre Eifel«, »Christstollen sind doch auch schon da«, »Kühe Schubsen«, »Die Rosenzüchter von Maria Laach«, »Wasser ist zum Waschen da«, »Kopflos in Reichenstein«, »Gelogen wie gedruckt«, »Väter unser ...«, »Sterne der Eifel«, »Wer stirbt schon gern in Düsseldorf?«, »Alles für die Katz«, »Mein Jahr in der Eifel«, »Kaisermord«, »Die Hand im Moor«, Beitrag in »Inkas Lesetraum(a)«, »Komm bis bei uns in die Eifel« |
| Monika von Krogh          | »Eifelwind« |
| Franz von Stockert        | »Brotverleih«, »Ortsfest« |
| Prof. Dr. Werner Voß      | »Wasserhinkel« |
| Helmut Wagner             | »Gerlachs Haus« |
| Wolfram Wagner            | »Die Holzaktion« |
| Maddalena Webber          | »Der Tod ist nicht allein zum Sterben da« |
| Ilse Wenner-Goergen       | »Angekirrt« |
| Peter Wierichs            | »Mosel – Winzer – Intriganten«, »Mosel – Mörder – Revoluzzer« |
| Josefine Wittenbecher     | »De Grußvadder«, »Die Farbe der Azaleen«, »Die Zeit vergeht«, »Eine moselfränkische Bibel« |
| Irina Wittmer             | »Linda Haselwander«, Beitrag in »Die Identitäten des März«, Beitrag in »Vorkehrungen«, Beitrag in »Einblicke« |
| Katharina Wolter          | »Das Fenster zur Straße«, »E Steckelche Läwwe«, »Pieta«, »September Rosen«, »Die Knopfbüchse« |
| Peter Zingler             | Beitrag in »Zappenduster« |

## Clara Viebig
Clara Viebig war eine der meistgelesenen Autorinnen ihrer Zeit. Ihre Werke werden vom Rhein-Mosel-Verlag wieder aufgelegt.
Am 31. Juli 1992 wurde Clara Viebig zu Ehren in Bad Bertrich die Clara-Viebig-Gesellschaft gegründet. Ziele der Gesellschaft sind das literarische Erbe der Dichterin zu erhalten, die Werke und Hintergründe zu erforschen, ihre Werke der Öffentlichkeit wieder zugänglich zu machen.
Die Gesellschaft wird getragen von vielen Mitgliedern im In- und Ausland. Die Mitglieder unterstützen die ehrenamtliche Arbeit durch aktive Mithilfe bei der Beschaffung und Erforschung der Werke Clara Viebigs.
Von der Gesellschaft werden regelmäßig Lesungen und Vorträge veranstaltet. Weiterhin erhalten die Mitglieder »Beiträge und Materialien«, herausgegeben von der Gesellschaft, die unbekannte Veröffentlichungen von Clara Viebig enthalten.
Der Verleger Arne Houben ist der Präsident der Clara-Viebig-Gesellschaft.

## Edition Schrittmacher
Im Jahr 2004 ins Leben gerufen, hat sich die »Edition Schrittmacher« zu einer ansehnlichen, kleinen Bibliothek guter Literatur in Rheinland-Pfalz entwickelt. Sie bildet eine Fundgrube für Literatur-Interessierte und spiegelt als Sammlung die aktuelle Literaturszene wider. Inzwischen wird in der Edition Schrittmacher jedes Jahr ein Band herausgegeben und vom Rhein-Mosel-Verlag als Beitrag zur Literaturförderung finanziert.

## Ausgezeichnete Autoren

### 2018
Ute Bales: »Bitten der Vögel im Winter«: Martha-Saalfeld-Förderpreis

### 2013
Roman Schafnitzel: »Am 7. Tag erschuf Gott die Vergänglichkeit«: Literaturpreis Debüt des Jahres 2013

### 2011
Ute Bales: »Kamillenblumen«: Sonderpreis der Jury Literaturwerk Rlp.-Saar

### 2010
Ute Bales: »Peter Zirbes«:  Sonderpreis der Jury Literaturwerk Rlp.-Saar

### 2007

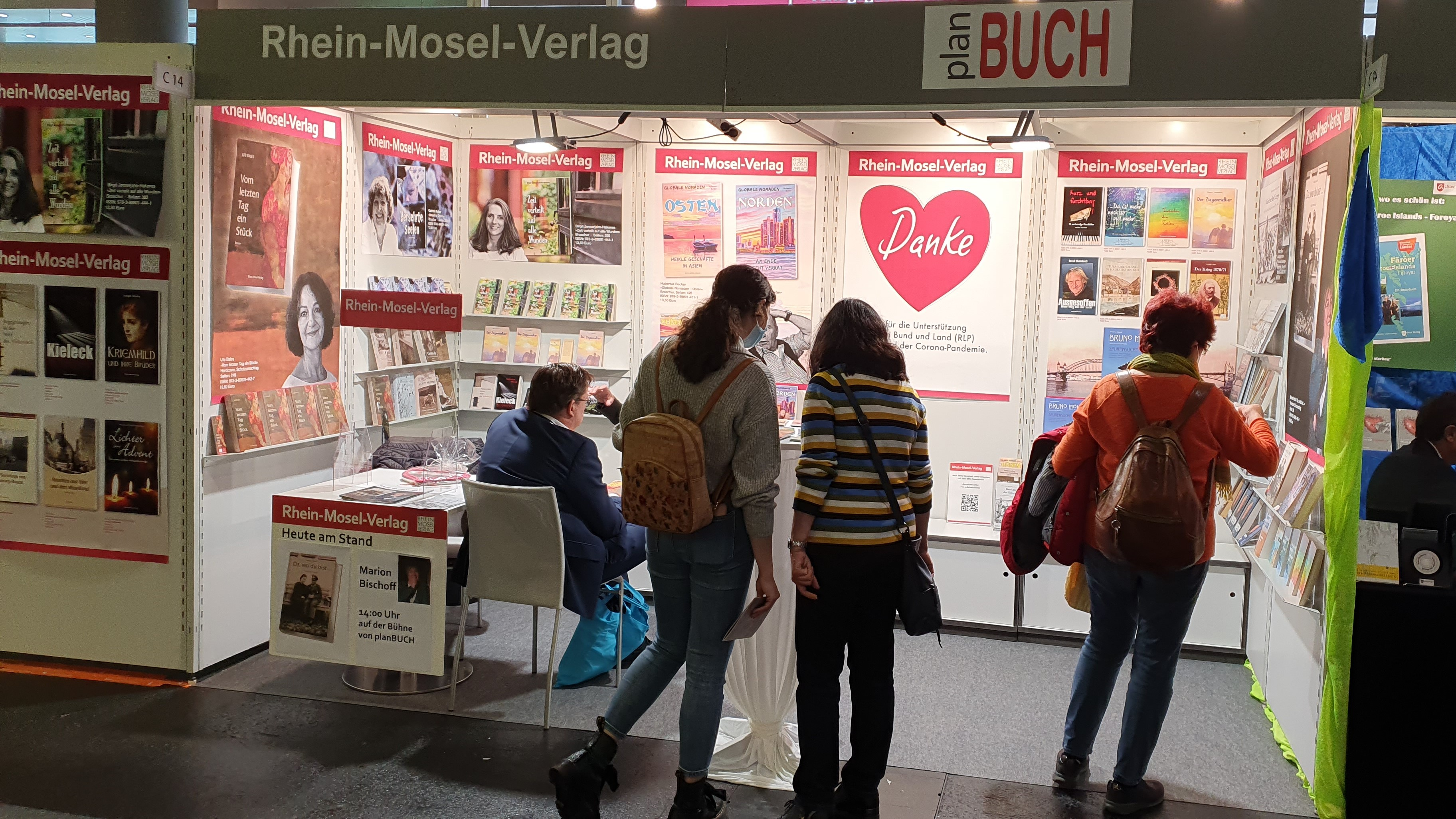
Stand des Rhein-Mosel-Verlags auf der Frankfurter Buchmesse 2021

Gerd Forster: »Fliehende Felder«: Buch des Jahres (Rheinland-Pfalz) 2006

### 2024

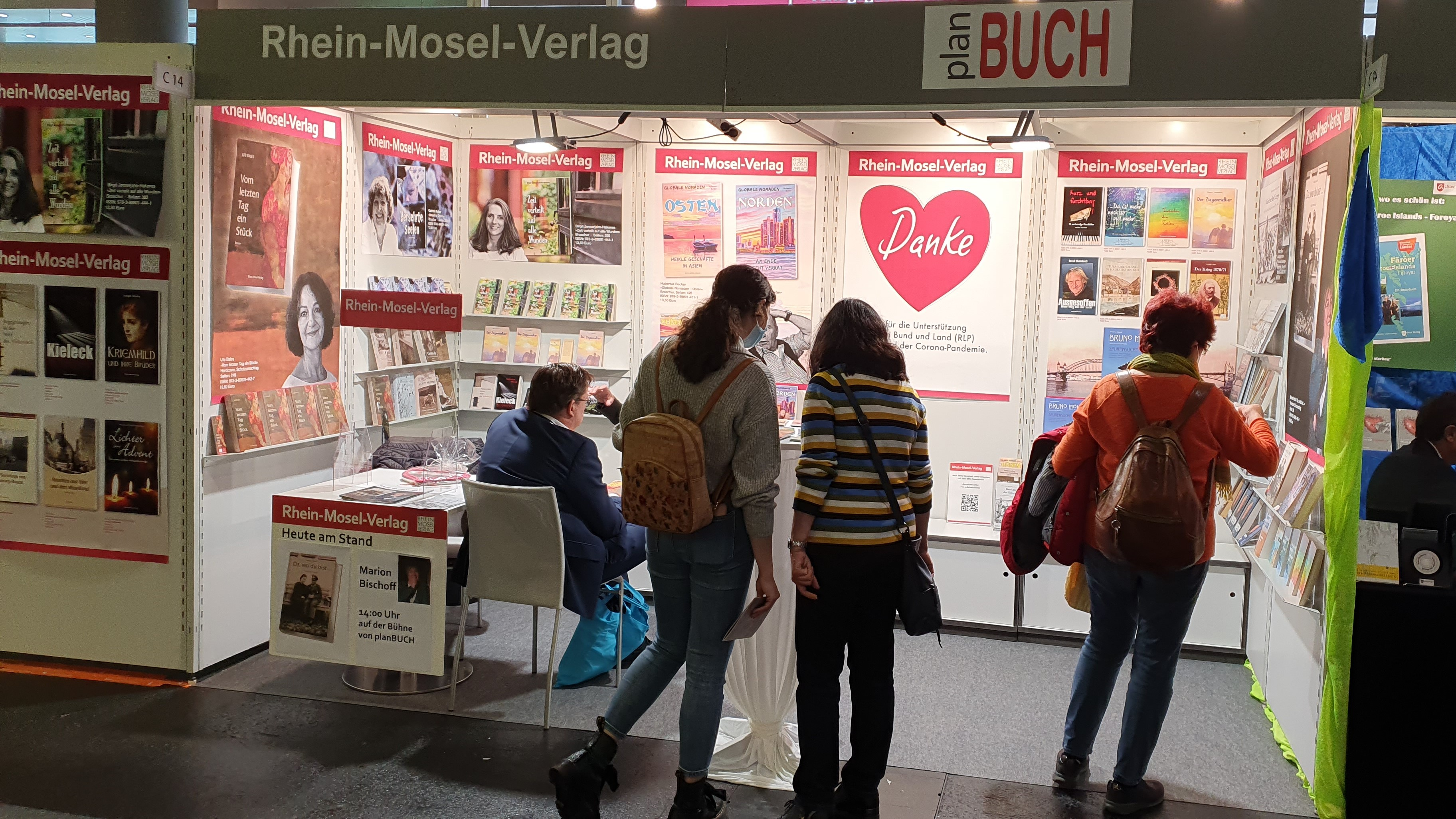
Stand des Rhein-Mosel-Verlags auf der Frankfurter Buchmesse 2021

Ute Bales: Publikumspreis der Gruppe 48 für ihre Kurzgeschichte »Überleben«

## RMV-Internet- und Werbeagentur
Innerhalb des Rhein-Mosel-Verlags entstand 1996/97 eine Internet-Agentur, die Internetseiten und Apps konzipiert und realisiert. Betreut werden mehrere Onlinereiseführer: Mosel-Reiseführer, Eifelführer, Hunsrück-Nahereise und Rhein-Reiseführer.
Auch die Gestaltung von Printprodukten werden angeboten.